# اقتصاد انرژی

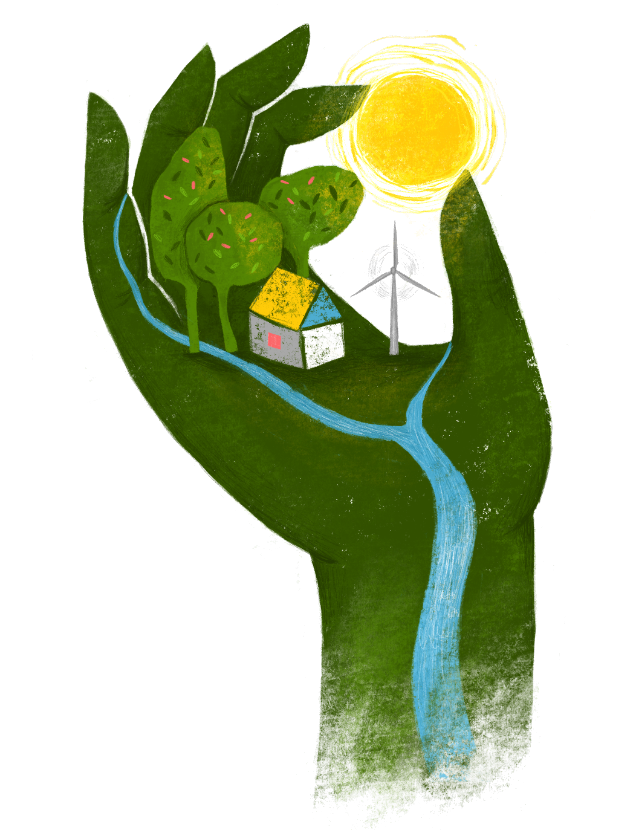
نماد اقتصاد انرژی پاک

اقتصاد انرژی یک زمینه علمی گسترده است که موضوعات مرتبط با عرضه و استفاده از انرژی در جوامع را در بر می‌گیرد. به دلیل تنوع مسایل و روشهای اعمال شده و مشترک با شماری از زمینه‌های دانشگاهی، اقتصاد انرژی یک زمینه کامل و مستقل نیست بلکه زیرزمینه‌ای کاربردی از علم اقتصاد است. از بین موضوعات اصلی علم اقتصاد، برخی شدیداً به اقتصاد انرژی مرتبطند:
- اقتصادسنجی
- اقتصاد محیط زیست‌
- فایننس
- سازماندهی صنعتی
- اقتصاد خرد
- اقتصاد کلان
- اقتصاد منابع

اقتصاد انرژی همچنین شدیداً به مهندسی، زمین‌شناسی، علوم سیاسی، بوم‌شناسی و... انرژی نزدیک می‌شود. تمرکز اخیر اقتصاد انرژی بر مسایل زیر بوده‌است:
- تغییرات اقلیمی و سیاست اقلیمی
- تحلیل ریسک و امنیت عرضه
- توسعه پایدار
- بازارهای انرژی و بازارهای برق - آزادسازی یا مقررات زدایی
- پاسخ به نیاز
- انرژی و رشد اقتصادی
- اقتصاد زیرساخت‌های انرژی
- سیاست زیست محیطی
- سیاست انرژی
- مشتقات انرژی
- پیش‌بینی تقاضای انرژی
- نرمش عرضه و تقاضا در بازار انرژی
- نرمش انرژی